# Ontologie
Ontologia (din limba greacă: όντος, genitivul participiului trecut al verbului ειναι = a fi, și λογια = învățătură despre...), termen creat în secolul al XVII-lea de către Rudolf Goclenius, este o disciplină filozofică, ramură fundamentală a metafizicii, al cărei obiect de studiu este Ființa și Existența, și categoriile în care acestea se împart: lucruri, proprietăți, procese, fapte. În literatura filosofică de limbă engleză, ontologia este opusă teoriei cunoașterii, făcându-se deosebirea între lucruri (sau atributele lor), așa cum sunt în sine, și felul cum ele ne apar.
Deja în filosofia antichității grecești s-a dezbătut problema "ființei a ceea ce există" (Sein des Seienden), de exemplu în "Metafizica" lui Aristotel. În Evul Mediu, reprezentanții scolasticei abordează temele ontologiei în relație cu discutarea problemelor teologice. 

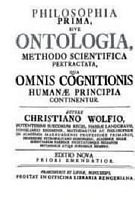
Christian Wolff: Philosophia Prima Sive Ontologia, 1730 - Prima lucrare filosofică în al cărei titlu apare cuvântul Ontologie

Scolasticii dezbat așa numitele "transcendentalii" (transcendentalia), prin care se înțeleg atributele cu care ne apar cele existente, cercetând categorii ca res (lucru), ens (existent), unum (unul), aliquid (ceva), bonum (binele), verum (adevărul) și, în parte, pulchrum (frumosul). Începând cu Christian Wolff (Philosophia Prima Sive Ontologia, 1730), ontologia se definitivează ca metafizică a ființei și existenței lucrurilor. "Metafizica generală" (metaphysica generalis),sau ontologia, se deosește de "Metafizicile speciale" (metaphysica specialis), care au ca obiect existența lui Dumnezeu (Teologia naturală), a sufletului (Psihologia naturală) și a lumii (Cosmologia naturală). În "Metafizicile speciale", problemele din anumite domenii ale ființării sunt dezbătute pe baze raționale, nu empirice. Immanuel Kant a criticat vehement această reprezentare a unei teorii a adevărului fundamental deductivă și în "Critica rațiunii pure" (Kritik der reinen Vernunft, 1781) încearcă să rezolve problemele ontologice pe baza filosofiei sale transcendentale.
În ontologia analitică modernă, în cadrul filosofiei analitice, sunt cercetate categoriile fundamentale: lucru, calitate și eveniment, precum și unele noțiuni ca parte și întreg, dependent și independent, care sunt atribute ale unor anumite entități. Pe primul plan se situează problema felului cum se comportă o categorie față de alta și dacă o anumită categorie poate fi caracterizată drept fundamentală. De aici se desprind și unele trăsături comune cu chestiunile de bază ale informaticii.
În ultimul timp problemele ontologice nu mai stau în centrul preocupărilor filosofice. Filosoful contemporan Willard Van Orman Quine (Word and Object - Cuvânt și obiect, 1961) este încă confruntat cu întrebarea a ceea ce există, răspunsul său însă, cum că lucrurile ar reprezenta variabile ale unei teorii generale a lumii, nu mai are rezonanța filosofică a dezbaterilor ontologice din trecut. 

## Principali reprezentanți ai ontologiei
- Aristotel
- Toma din Aquino
- Rudolf Goclenius
- Christian Wolff
- Gottfried Wilhelm Leibniz
- Edmund Husserl
- Martin Heidegger
- Nicolai Hartmann
- Ernst Bloch
- Willard Van Orman Quine
- Bertrand Russell
- Jean-Paul Sartre
- Rudolf Carnap